# 香炉礁街道
香炉礁街道，是中华人民共和国辽宁省大連市西岗区下辖的一个乡镇级行政单位。

## 行政区划
香炉礁街道下辖以下地区：
工人村社区、香秀社会社区、香川社区、香荣社区、金海社区、虹桥社区和港湾社区。